# WWE Day of Reckoning
WWE Day of Reckoning est un jeu vidéo de catch professionnel commercialisé sur console GameCube en 2004. Le jeu est basé sur la WWE et beaucoup des catcheurs qui travaillaient pour elle au moment de sa sortie sont présents comme personnages jouables. Le jeu permet également de créer ses propres catcheurs.
Le mode de jeu solo permet au joueur d'incarner un catcheur créé et de grimper les échelons depuis un débutant jusqu'à devenir une légende dans l'écurie de son choix (Raw ou SmackDown!). C'est le dernier jeu à proposer The Rock comme personnage « normal » et non comme une légende. En 2005, il a eu droit à une suite, WWE Day of Reckoning 2.

## Système de jeu
Le jeu possède une maniabilité similaire à celle des jeux vidéo de catch sur Nintendo 64 développés par AKI, concernant les prises faibles/fortes. Les joueurs sont également capables de contrer une attaque. Le jeu possède un unique avantage, celui du « Momentum Shift » - une attaque qui donne au personnage un instant qui l'avantage pendant son match. Le mode Exhibition du jeu permet aux joueurs de lutter dans plusieurs variantes de matchs incluant Hell in a Cell et Iron Man.